# Зіньківське
Зінькі́вське — село в Золочівській громаді Богодухівського району Харківської області України. Населення становить 15 осіб.

## Географічне розташування
Село Зіньківське знаходиться за 4 км від річки Рогозянка (правий берег), за 5 км від річки Уда (правий берег), за 4 км від річки Криворотівка (лівий берег), на відстані в 5 км розташоване село Мала Рогозянка, за 3 км — селище Вільшани (Харківський район). До села примикає лісовий масив урочище Хотич (дуб) і садові ділянки.

## Історія
12 червня 2020 року, розпорядженням Кабінету Міністрів України № 725-р «Про визначення адміністративних центрів та затвердження територій територіальних громад Харківської області», увійшло до складу Золочівської селищної громади.
19 липня 2020 року, в результаті адміністративно-територіальної реформи та ліквідації Золочівського району, село увійшло до складу Богодухівського району.